# HTV-1
HTV-1, también conocido como Vuelo de Demostración HTV y Vehículo de Demostración Técnica, es el primer vehículo de transferencia H-II japonés, y fue lanzado en septiembre de 2009 para reabastecer a la Estación Espacial Internacional. Se trata de una nave de carga no tripulada, que transporta una mezcla de carga presurizada y no presurizada a la estación espacial.
Su papel es muy importante para el proyecto de la ISS, que el año 2010 podría dejar de contar con los servicios de la flota de transbordadores de Estados Unidos.
Esta será la primera vez que el brazo robótico de la Estación Espacial captura un objeto tan grande en trayectoria de vuelo.
El HTV reingresará en la atmósfera al término de la misión y se desintegrará cargado con los desechos de la Estación Espacial.

## Carga
El HTV-1 transporta cuatro toneladas y media de carga, aunque posee una capacidad de seis toneladas. De esta forma, se ha permitido a la nave más espacio para combustible y baterías para la fase de verificación orbital del vuelo.
En la sección no presurizada, el HTV-1 transporta el dispositivo SMILES (Superconducting Submillimetre-Wave Limb Emission Sounder) y HREP (HICO-RAIDS Experiment Payload), los que serán instalados en el Módulo Experimental Japonés JEM de la Estación Espacial Internacional. La sección presurizada llevará 3.6 toneladas de material para la Estación.
Este consiste en alimentos (33% del peso), material para experimentos de laboratorio (20%), un brazo robot y partes para el JEM (18%), implementos para la tripulación, como artículos de baño, correo, fotografías, luces flurescentes y dispensadores de desechos (10%), y material de empacado (19%).

## Galeria

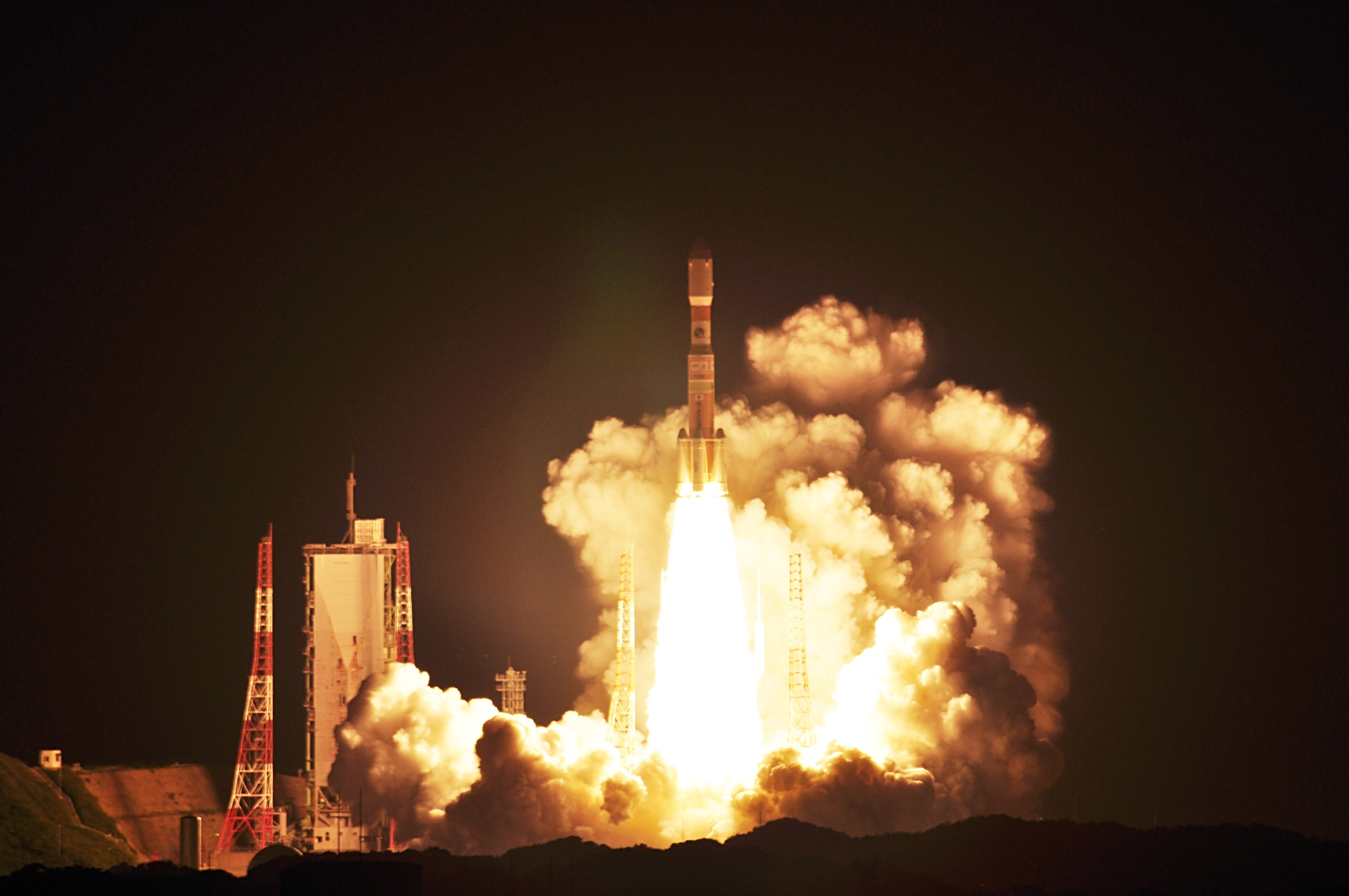
H-IIB lifts off from the Tanegashima Space Center carrying HTV-1 in 2009.
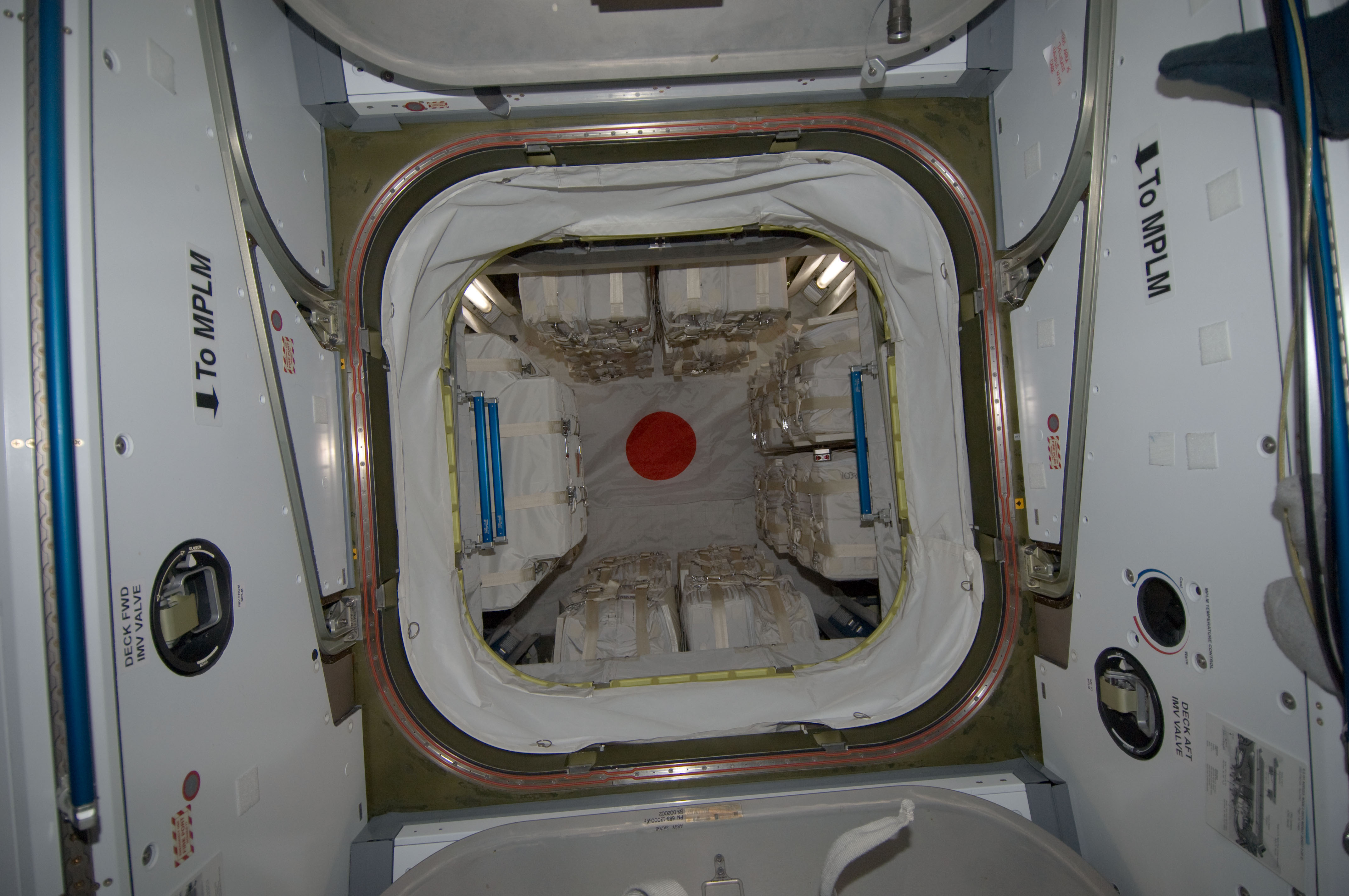
View of HTV-1 through the CBM port. 'MPLM' on the harmony module refers to a cargo container which uses the same berth.
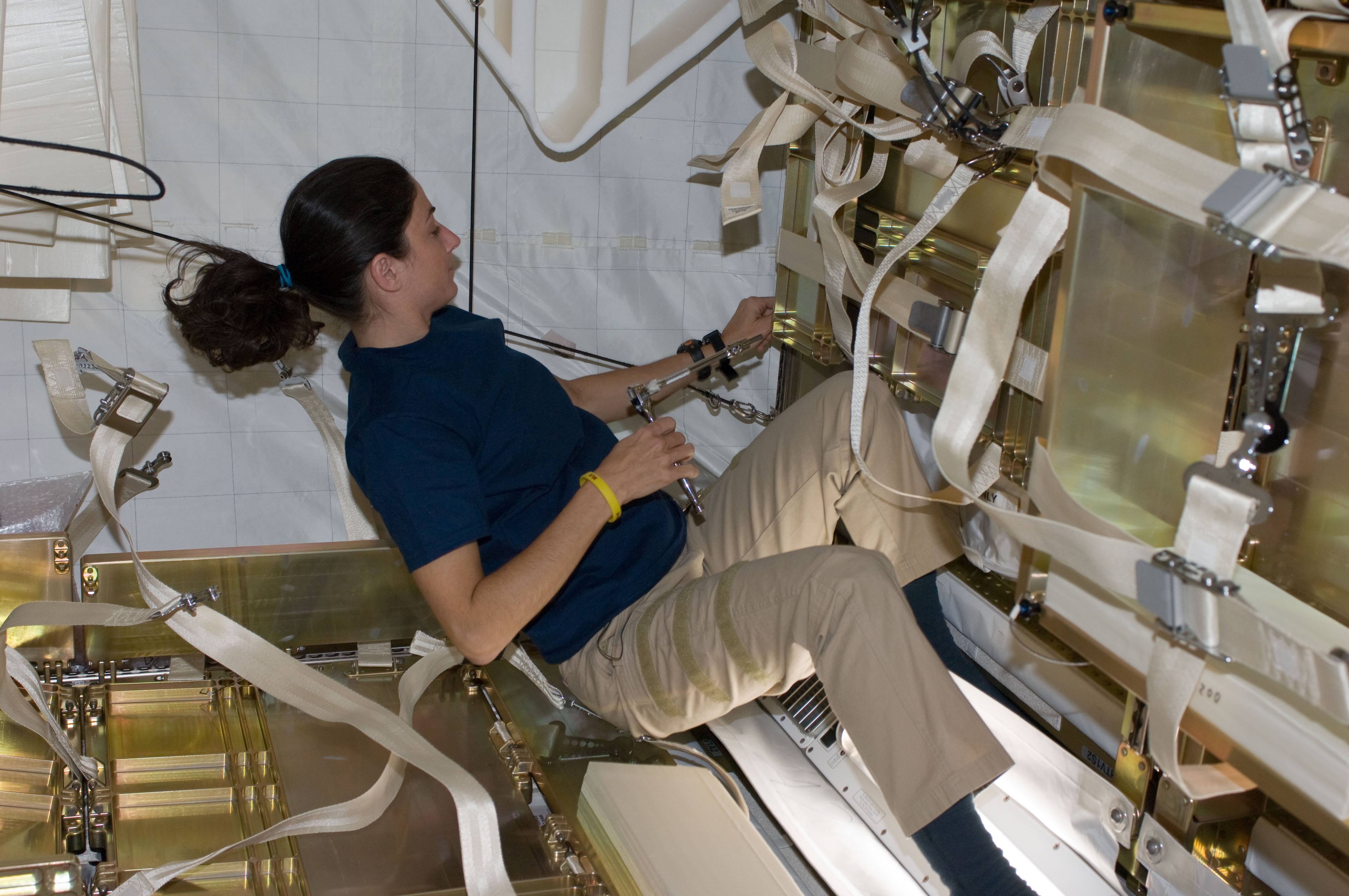
NASA astronaut Nicole Stott working inside HTV-1 8 days later, with some supplies already removed.
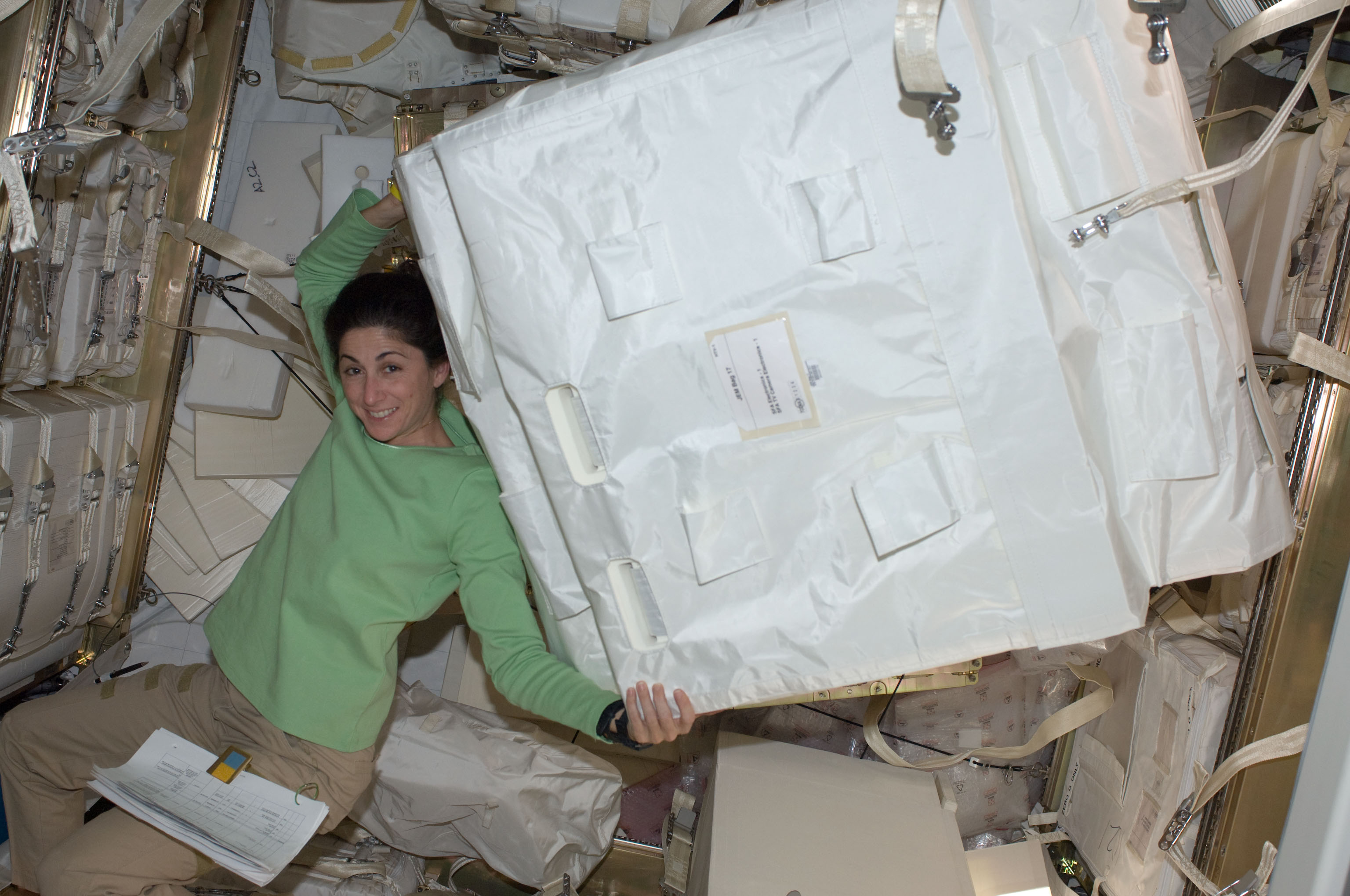
NASA astronaut Nicole Stott moving a stowage container inside HTV-1.
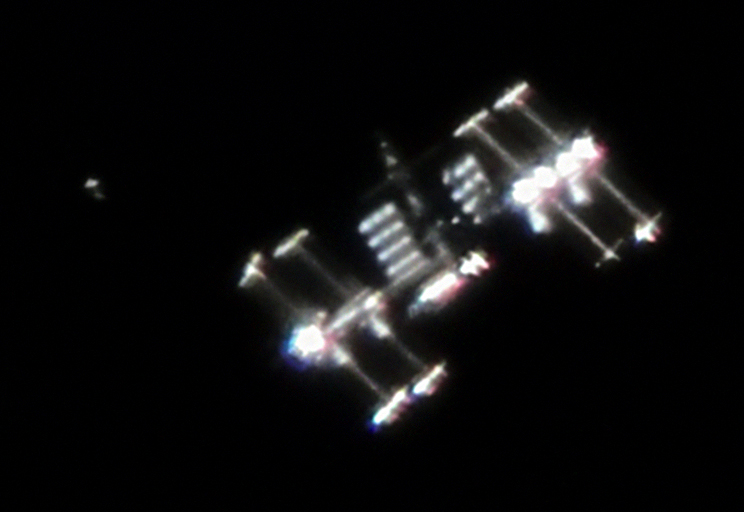
HTV-1 demo photographed from the Netherlands by astrophotographer Ralf Vandebergh.
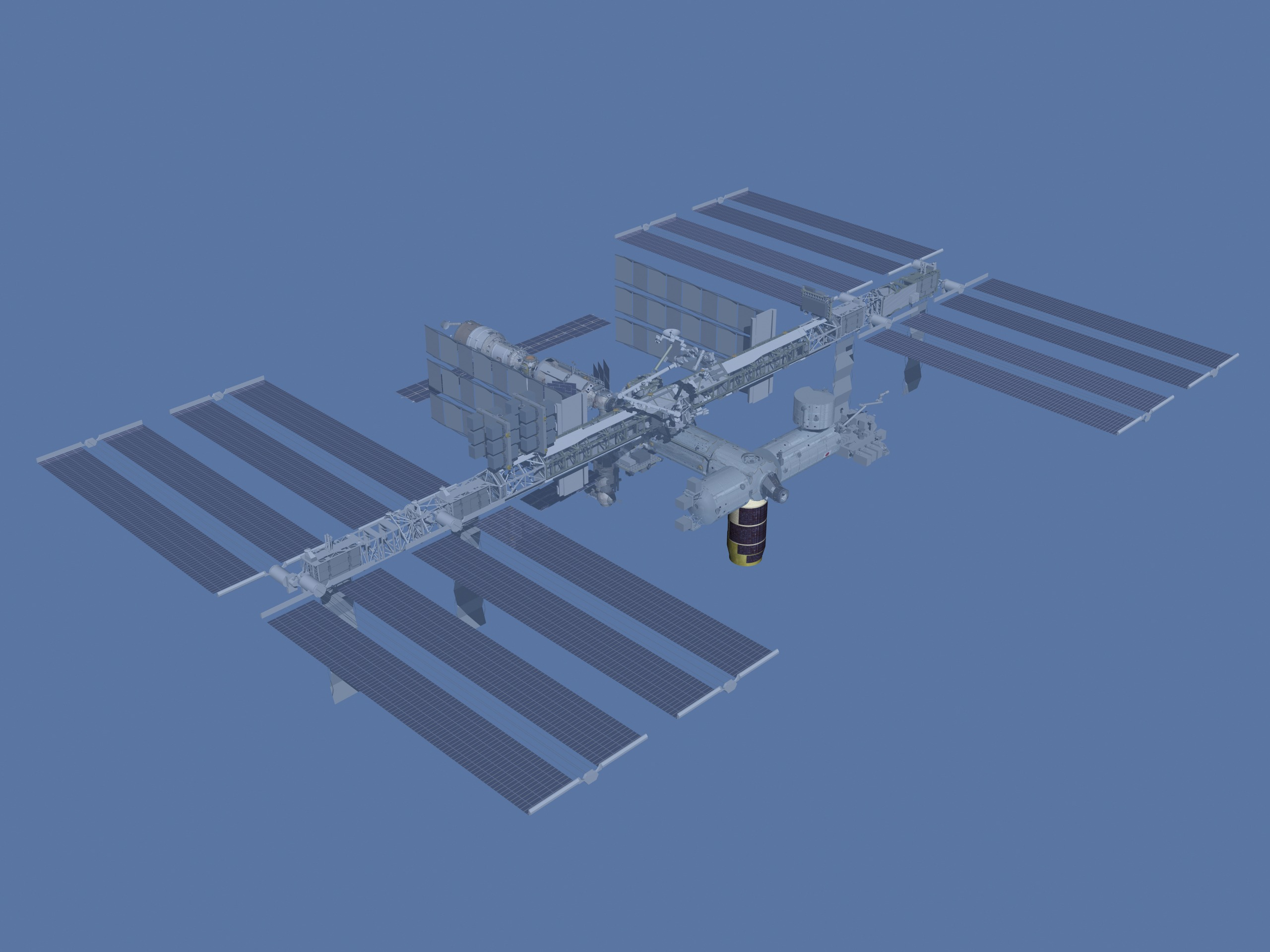
HTV-1 can be berthed on top, Zenith, or bottom, Nadir (shown), of Harmony.
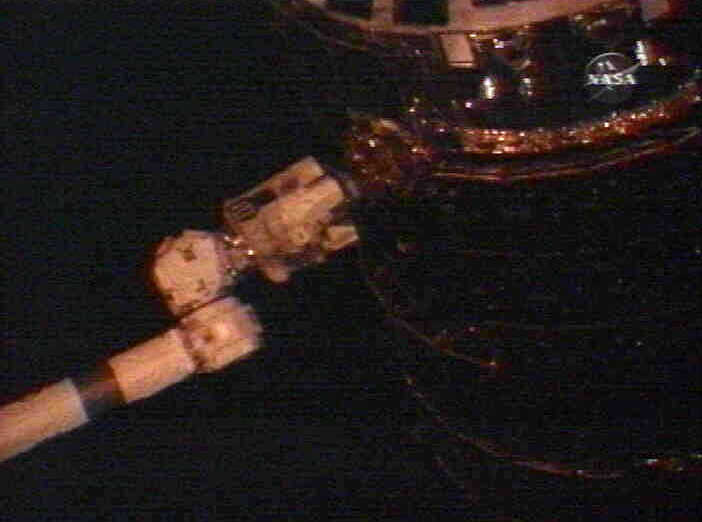
Canadarm2 captures HTV-1
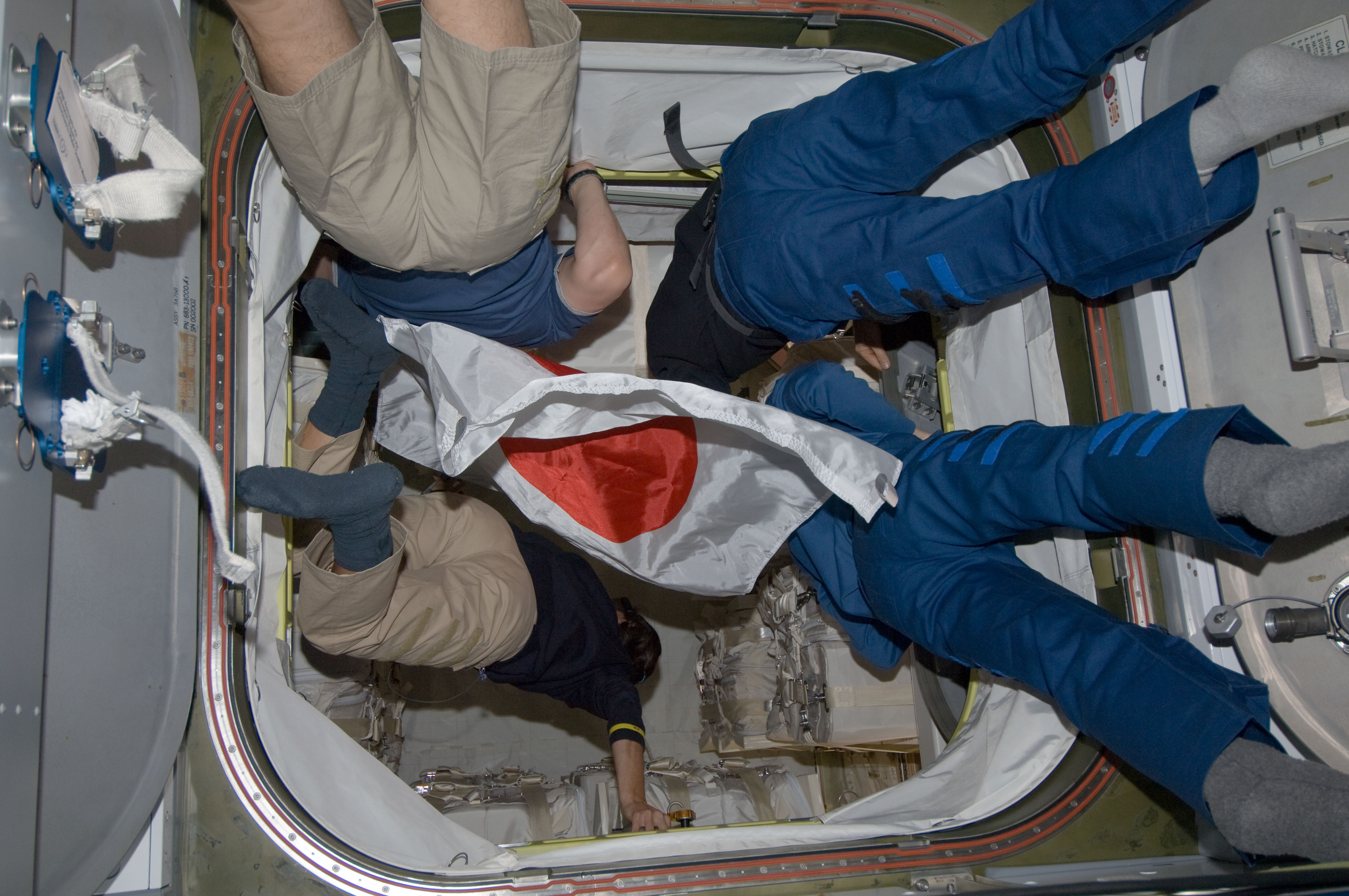
ISS Expedition 20 crew members entering HTV-1.